# 調達庁
調達庁（ちょうたつちょう、英語:Public Procurement Service）は、大韓民国における企画財政部傘下の国家行政機関。公共機関で必要な物資の購買・供給・管理及び政府主要施設の工事契約に関する業務を担当する。

## 沿革
- 1949年1月17日 - 国務総理所属の臨時外資総局が設置される。
  - 12月10日 - 大統領直属の外資購買処が設置される。
  - 12月19日 - 国務総理所属の臨時外資管理庁が設置される。
- 1950年3月31日 - 臨時外資総局を廃止。
- 1955年2月17日 - 外資購買処と臨時外資管理庁を廃止し、外資庁が設置される。
- 1961年10月2日 - 経済企画院傘下に調逹庁が設置される。

## 所在地
- 大田広域市西区屯山洞920番地 政府大田庁舎3棟

## 組織

### 幹部
- 庁長
  - 代弁人
- 次長
  - 企画調整官
  - 監査担当官

### 下部組織
- 運営支援課
- 電子調達局
- 国際物資局
- 購買事業局
- 新技術サービス局
- 施設事業局

### 所属機関
- 調達品質院
- 調達教育院
- 地方調達庁（ソウル、釜山、仁川、大邱、光州、大田、江原、忠北、全北、慶南、済州）